# Cupido (Piero della Francesca)
Il Cupido è un affresco di corredo (70 cm alla base) delle Storie della Vera Croce di Piero della Francesca e aiuti, nella cappella maggiore della basilica di San Francesco ad Arezzo, databile al 1452-1466. Si trova sul lato interno del pilastro sinistro, al di sotto dell'imposta dell'arcone della cappella.

## Descrizione e stile
Cupido, figura tipica dell'arte romana, viene posto nel ciclo cristiano come la divinità bendata e nuda che sta riponendo la sua freccia nella faretra ed ha l'arco appoggiato al fianco, perché la sua funzione è terminata, per la venuta del dio cristiano dell'amore. Gli antichi, in questo senso, nonostante la loro saggezza appaiono quindi ciechi.
La figura è posta su uno sfondo neutro che imita il marmo verde e che si ritrova in altri soggetti dei pilastri, oltre che nel San Giuliano del Museo Civico di Sansepolcro.